# Bernhard Sökeland (Philologe)
Bernhard Sökeland (* 19. September 1797 in Darfeld, heute Ortsteil von Rosendahl; † 28. Februar 1845 in Coesfeld) war ein deutscher Philologe und Historiker, und ab 1828 erster Direktor des neuen staatlichen Gymnasiums in Coesfeld.

## Leben
Bernhard Sökeland besuchte das Gymnasium Paulinum in Münster. Ab 1816 studierte er zunächst in Münster klassische Philologie und Geschichte, dann von 1820 bis 1822 in Berlin und Bonn. Ostern 1823 wurde er Lehrer der oberen Klassen am Gymnasium in Münster, wo er schon im Schuljahr 1819 als Hilfslehrer tätig gewesen war. Im Herbst 1828 übernahm er als Direktor die Leitung des neu errichteten staatlichen Gymnasium Nepomucenum in Coesfeld. Er starb am 28. Februar 1845 mitten in der Arbeit für die ihm anvertraute Schule.
Außer den eigentlichen philologischen Studien beschäftigte ihn besonders die Geschichte, namentlich die Geschichte seiner Heimat. In späteren Jahren legte er ein Herbarium aller im Münsterland vorkommenden Pflanzen und eine Sammlung von Versteinerungen an. Die Stadt Coesfeld, deren Geschichte er 1839 veröffentlichte, ehrte sein Andenken, indem sie eine Straße in der Nähe des Bahnhofes nach ihm benannte.

## Schriften
- De antiquis Guestfaliae cultoribus. Monsterii (d. i. Münster), 1824.
- Ueber die Straßen der Römer und Franken zwischen Ems und Lippe. 1825 (Volltext in der Google-Buchsuche).
- Geschichte des Münsterischen Gymnasiums vom Uebergang desselben an die Jesuiten im Jahre 1588-1630. Progr. Münster, 1826.
- Umgestaltung des Münsterischen Gymnasiums durch den Minister Franz Freiherrn von Fürstenberg. Progr. Münster, 1828.
- Tacitus veterum Germanorum laudator. Progr. Coesfeld 1829.
- Einige Andeutungen über den Unterricht in der Naturbeschreibung an Gymnasien. Progr. Coesfeld 1832.
- Ueber die Verhältnisse und Wohnsitze der deutschen Völker zwischen Rhein und Weser zur Zeit der Römerkriege in Deutschland. Münster 1835.
- Geschichte der Stadt Coesfeld. 1839 (Volltext in der Google-Buchsuche).
- Über die Zeitfolge der Horazischen Gedichte., Progr. Coesfeld, 1842
- Ueber die Zeitfolge der Horazischen Gedichte. In Jahresbericht über das Königliche Gymnasium Nepomucenianum in Coesfeld : im Schuljahre ..., 1842 Digitalisat